# Anastas Jovanović
Pour les articles homonymes, voir Jovanović.
Anastas Jovanović (en serbe : Анастас Јовановић), né à Vratsa en Bulgarie) en 1817 et mort le 1er novembre 1899 à Belgrade, est un photographe et lithographe serbe, d'origine bulgare.

## Biographie
Jovanović est d'origine bulgare et durant toute sa vie s'est toujours senti autant bulgare sur serbe. Il est né à Vratsa, une importante ville administrative et de garnison, alors sous domination ottomane. Lorsqu'Anastas a 9 ans, son père l'envoie poursuivre son éducation à Belgrade, où son oncle travaille à l'atelier de couture du prince Obrenović. En 1830, après le décès du père d'Anastas, sa famille s'installe définitivement à Belgrade. 
Il est surtout reconnu pour ses photographies de Serbes célèbres.

## Galerie

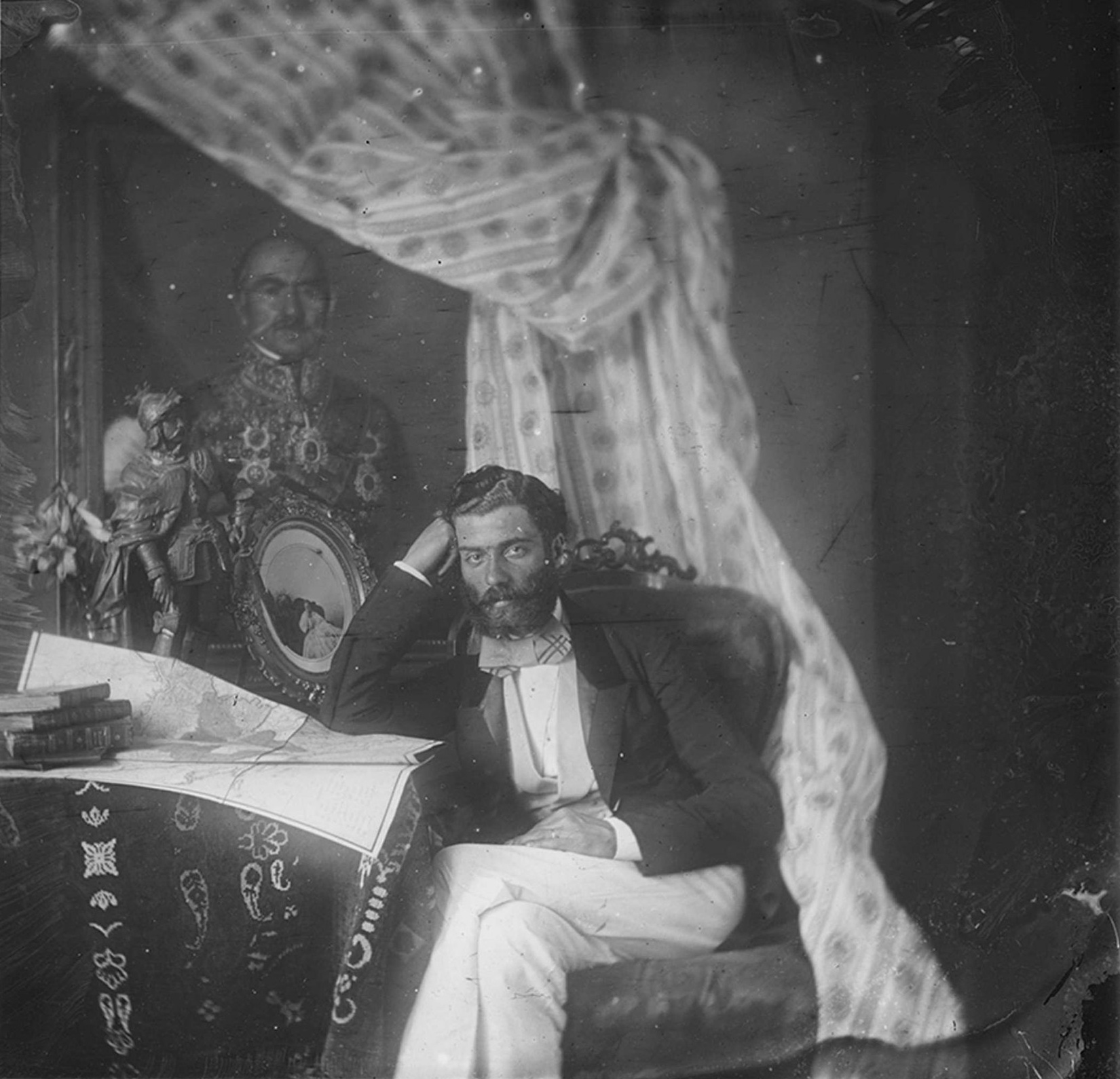
Michel III Obrenović, prince de Serbie, photographie, vers 1856.
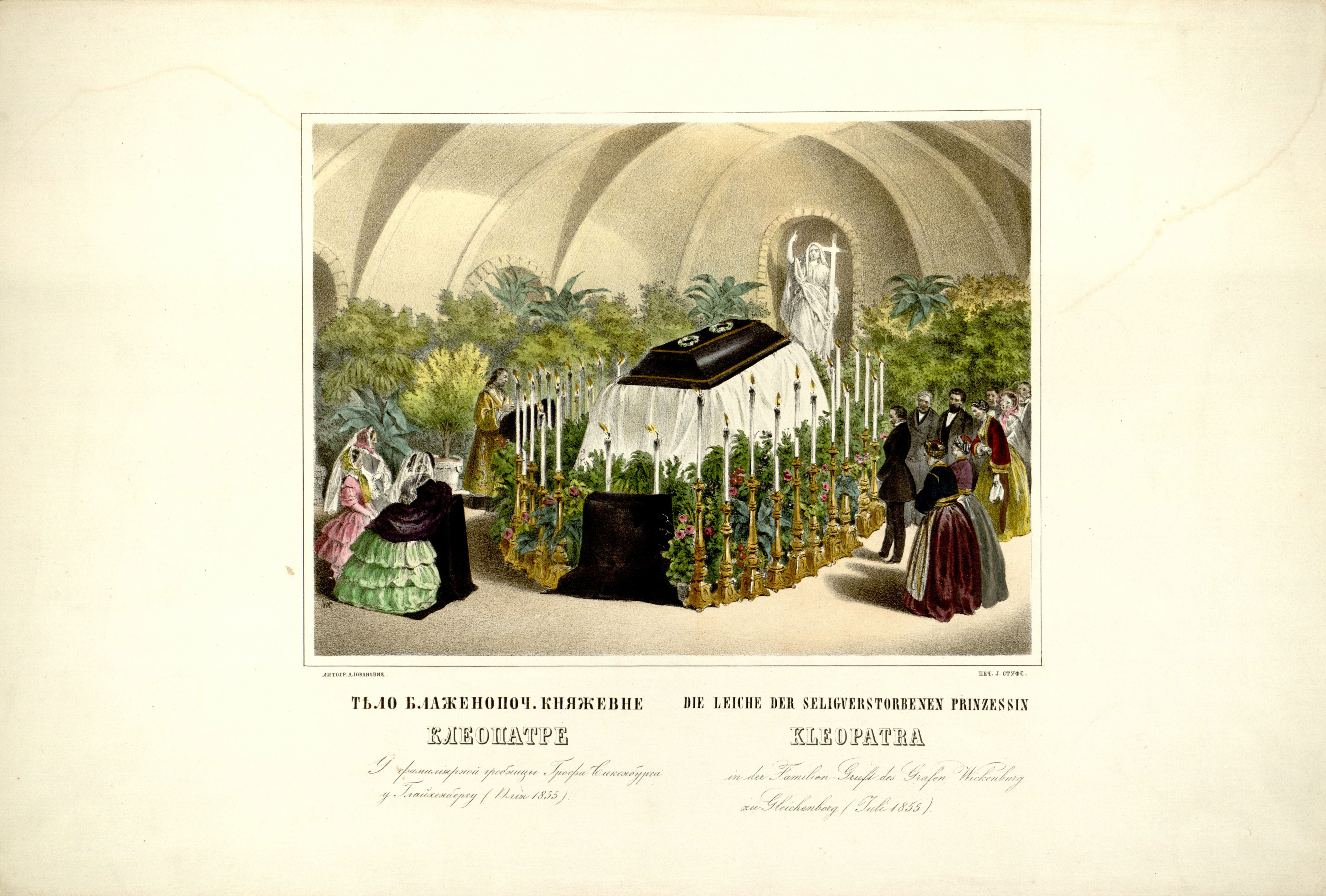
Funérailles de la princesse Cléopatre de Serbie, lithographie, 1855.
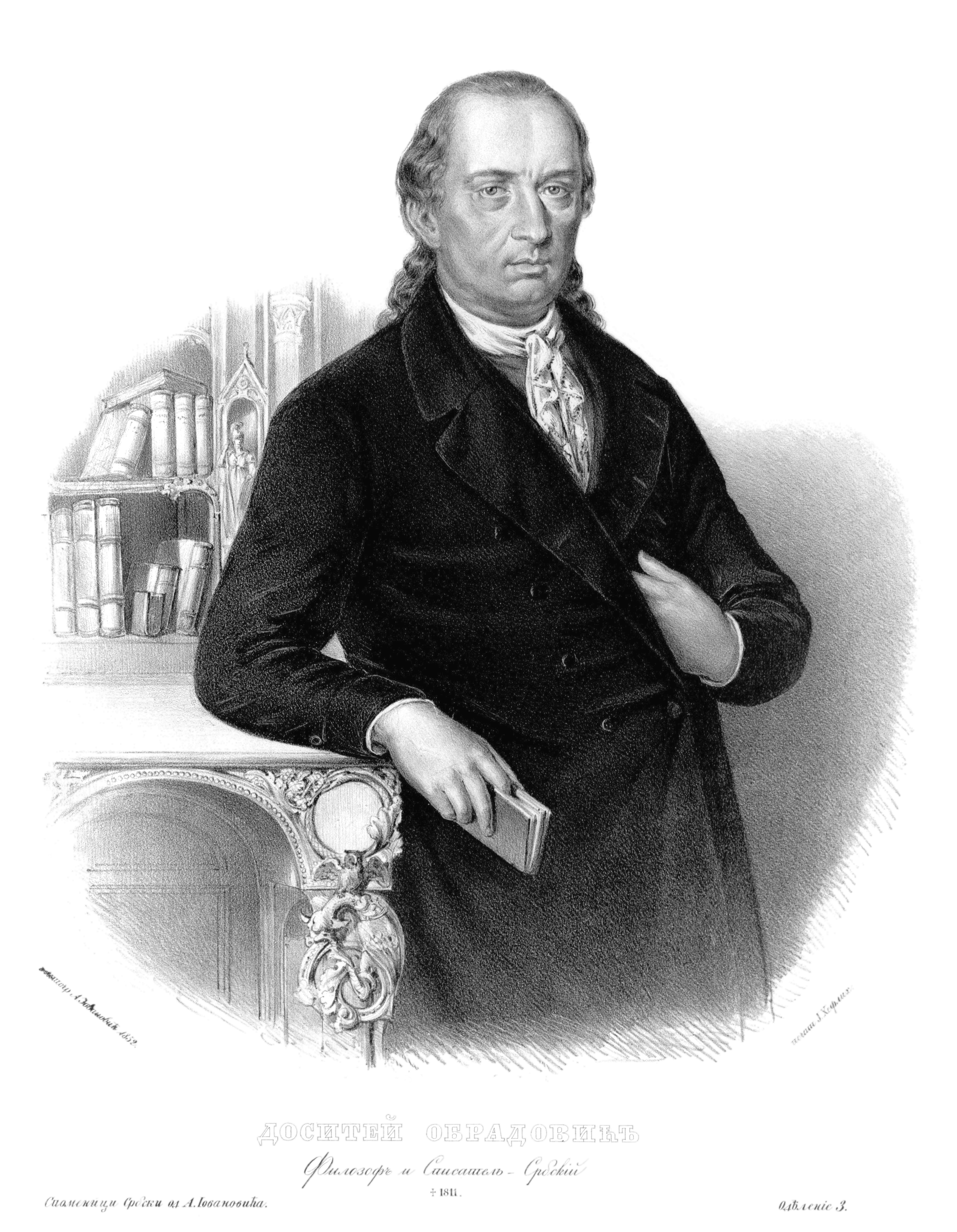
L'écrivain serbe Dositej Obradović, lithographie, 1852.
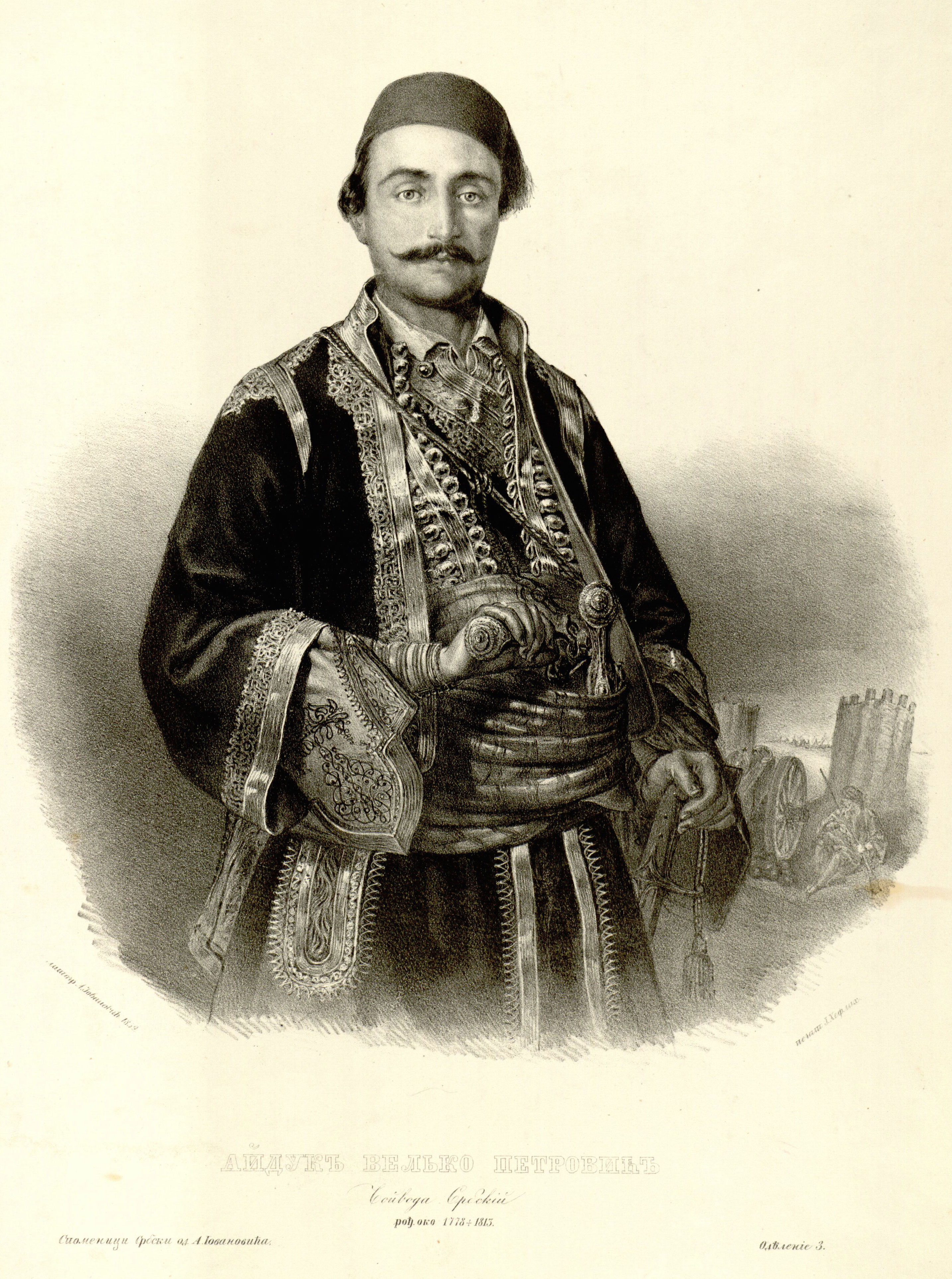
Le hadjuk} serbe Veljko Petrović, lithographie, 1852.
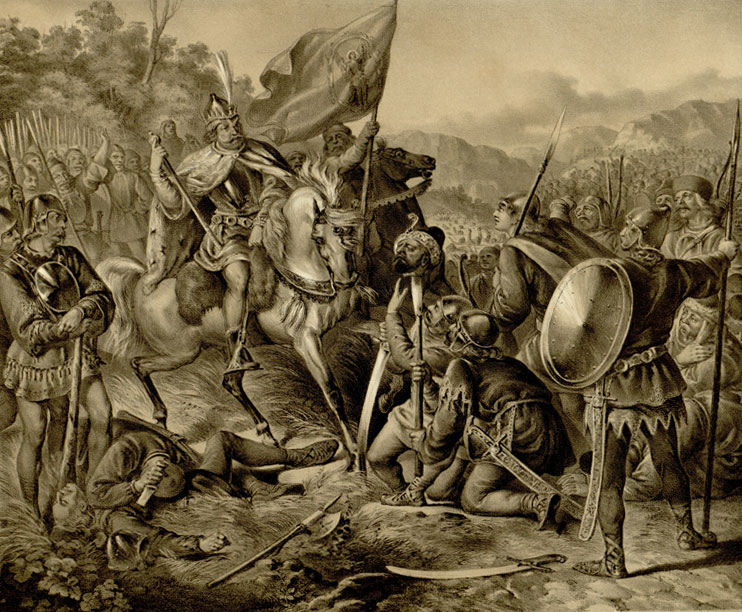
Victoire du roi de Serbie Stefan Milutin en 1274 sur les Tatars, lithographie, 1853.
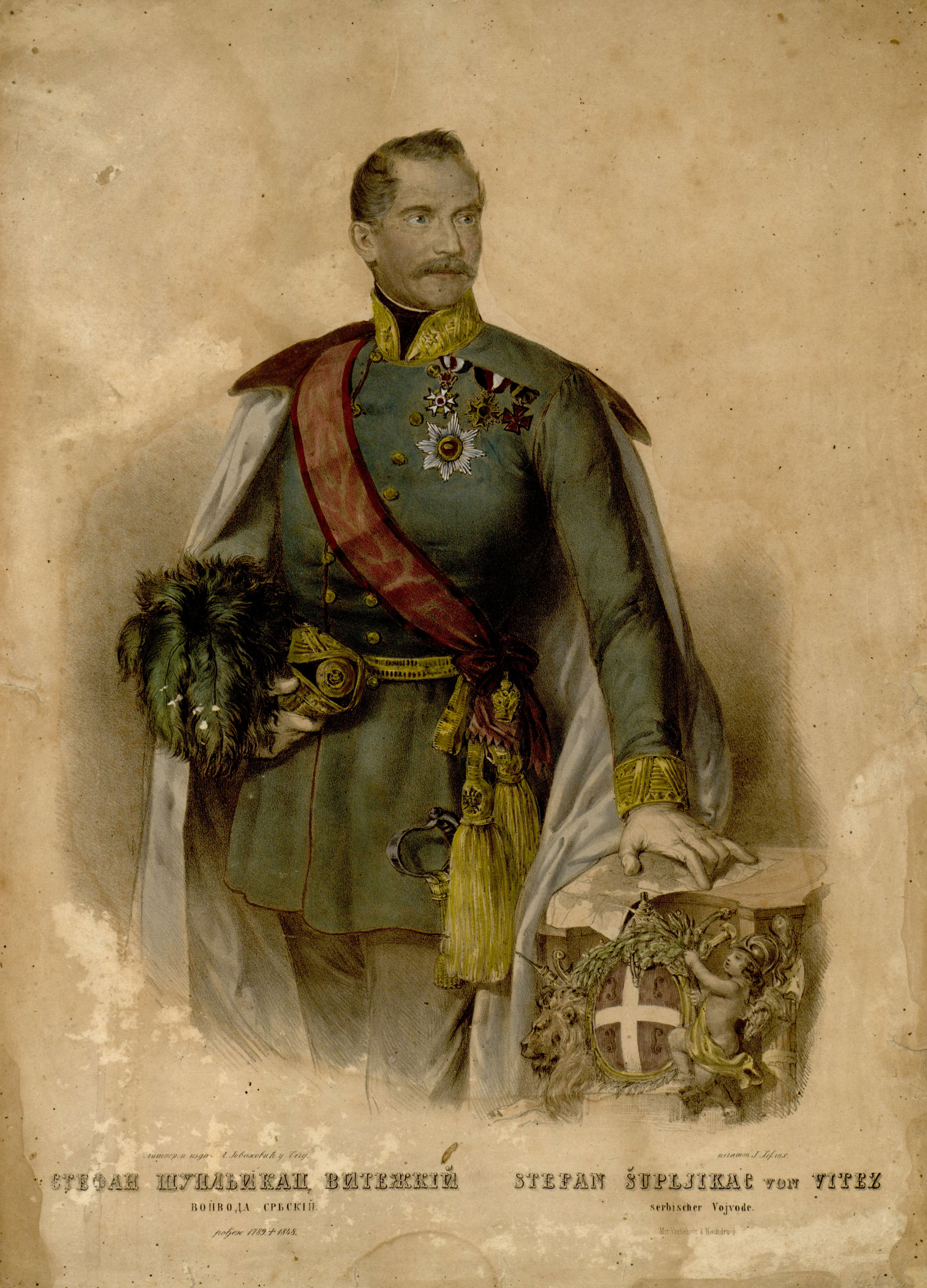
Le voïvode de Serbie Stevan Šupljikac (en), lithographie en couleurs, 1845.